# سیارک ۱۱۱۶۳
سیارک ۱۱۱۶۳ (به انگلیسی: 11163 Milesovka، نامگذاری:1998CR) یازده هزار و صد و شصت و سومین سیارک کشف شده‌است که در ۴ فوریه ۱۹۹۸ کشف شد.